# Batalha de Mucala (2015)
A Primeira Batalha de Mucala foi uma batalha entre a Alcaida na Península Arábica, tribos locais e o Exército do Iêmen pelo controle da cidade costeira de Mucala, no Iêmen.

## Batalha
No final de março, muitos soldados partidários de Hadi e forças das Províncias do Sul foram enviados combater os Houthis, depois que a Coalizão Árabe iniciou uma operação para ajudar o governo de Hadi a capturar Saná. A AQAP aproveitou a situação, lançando um ataque em grande escala após anos de insurgência na província, para tomar Mucala, a capital provincial. Os combatentes da Alcaida entraram em Mucala em 2 de abril de 2015, assumindo o controle de vários edifícios do governo, incluindo o palácio presidencial, e atacaram a prisão central da cidade com RPGs, libertando 300 presos, incluindo vários militantes capturados, também libertando um alto comandante do grupo, Khalid Batarfi. Eles também atacaram a filial local do banco central. O grupo teria enfrentado pouca resistência ao assumir o controle da cidade. Depois disso, foi relatado que os lealistas a Hadi, auxiliados pelo Movimento do Sul, retomaram o controle do porto de Mucala, depois de combates que resultaram em pessoas mortas e feridas de ambos os lados. Na manhã de 3 de abril, os lealistas a Hadi ainda estavam no controle dos acampamentos do exército e do aeroporto, além do porto. Cerca de 500 combatentes da AQAP estavam criando postos de controle e bases em suas áreas capturadas. À noite, os combatentes da AQAP invadiram o porto e a sede da segunda zona militar. As últimas tropas do Exército do Iêmen foram expulsas por morteiros no dia 3 de abril, quando os militantes que ocupavam a cidade consolidaram seu domínio. Um dos principais prisioneiros da Alcaida que escaparam da prisão, Khalid Batarfi, posou para fotos divulgadas através das mídias sociais no palácio presidencial de Mucala.
Em 4 de abril, membros de tribos da província de Hadramaute  tomaram duas bases do exército abandonadas em Xaer e Riane, perto de Mucala. Então entraram em Mukalla em technicals. Ao mesmo tempo, combatentes da aliança tribal hadramita entraram no porto para combater a AQAP.
Houve relatos conflitantes sobre a situação em 5 de abril, com o Yemen Times relatando que combatentes tribais anti-AQAP cercaram a cidade, mas não conseguiram entrar e a Reuters relatando que os homens das tribos foram bem sucedidos em retomar grande parte da cidade dos jihadistas, expulsando os combatentes da Alcaida, embora os militantes tenham permanecido em alguns bairros. Um combatente tribal e dois soldados teriam sido mortos em confrontos entre membros de tribos e soldados do exército iemenita em 5 de abril.
O Yemen Observer informou no dia 7 de abril, citando "fontes tribais", que a Aliança Tribal de Hadramaute e milicianos leais ao presidente em apuros Abd Rabbuh Mansur Hadi tiveram sucesso em retomar Mucala. No entanto, a Reuters citou moradores locais dizendo que a Alcaida permaneceu no controle de cerca de metade da cidade. Em 12 de abril, um ataque de drone matou sete combatentes da AQAP em uma de suas reuniões em Mucala. Um dos mortos foi Ibrahim Sulayman Muhammad Arbaysh.
Militantes afiliados à Alcaida, que se autodenominam "Filhos de Hadramaute", ocuparam um terminal petrolífero e uma base de infantaria em Mucala em 16 de abril, bem como uma base de defesa aérea e um aeroporto militar na periferia da cidade. Tropas iemenitas supostamente abandonaram seus postos para evitar combater os militantes. Os jihadistas também capturaram um enorme depósito de armas que continha dezenas de tanques, lançadores de foguetes Katyusha e armas de pequeno porte. Com esse avanço, a Alcaida consolidou seu domínio na província de Hadramaute.